# Вражаючі властивості кулі

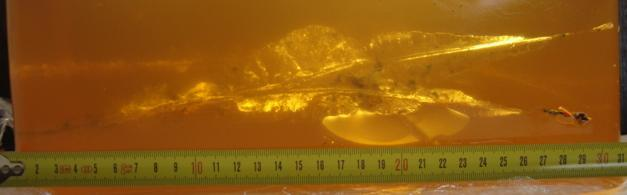
Прострелений балістичний гель (розмір каналу показує розмір тимчасової-пульсуючої порожнини)

Вражаючі властивості кулі[джерело?] — різні характеристики, в сукупності визначають вражаючу здатність кулі вогнепальної зброї, тобто здатність кулі наносити пошкодження цілі (як живій, так і неживій) при влучанні в неї.
Серед вражаючих властивостей кулі, зокрема, виділяються:

## Проникаюча здатність кулі
Проникаюча здатність, пробивна дія (пробивна здатність) — здатність кулі проникати крізь перешкоду. Визначається шляхом, пройденим кулею по балістичної траєкторії в перешкоді (тобто всередині цілі після потрапляння в неї).
Залежить від імпульсу (маси і швидкості), особливостей конкретного типу кулі (геометрії, матеріалу, конструкції тощо), А також від балістичної стійкості (здатності кулі зберігати без зміни своє положення) при русі всередині цілі.

## Зупиняльна дія кулі
Зупиняльна дія (зупиняльна здатність) — характеристика кулі, яка визначає ступінь втрати противником здібності до здійснення ворожих дій після попадання в нього кулі (на полюванні — здатності здобичі до нападу або пересуванню).
Висока зупиняльна дія кулі передбачає перш за все швидке виведення цілі з ладу, але не обов'язково летальний результат (ймовірність заподіяння смерті визначається як «убивча дія»). Зупиняльна дія залежить від швидкості, калібру, маси, геометрії і конструктивних особливостей конкретного типу кулі і найбільш важливо для зброї ближнього бою (пістолета, револьвера, гладкоствольної рушниці).
Зупиняльна дія кулі тим сильніше, чим швидше порушуються функції живого організму після її потрапляння, що безпосередньо залежить від ступеня поглинання ціллю кінетичної енергії кулі і тому найбільш різко виражено у тупокінцевих куль (класичний приклад — куля набою до револьверу системи Нагана): вони проникають відносно неглибоко, швидко гальмуються і створюють потужну ударну хвилю, яка викликає об'ємне струс (тимчасову пульсувальну порожнину) і контузію прилеглих органів і тканин. Гострі[джерело?] ж кулі, навпаки, як правило проникають глибоко і сповільнюються плавно, більш розсікаючи, ніж мнучи середу перед собою. Поранення такого типу можуть навіть виявлятися наскрізними, але не виводити ціль з ладу відразу, якщо не зачеплені життєво важливі органи.
Має значення і матеріал: безоболонкові свинцеві кулі сплющуються і зупиняються раніше твердих оболонкових. Значно посилює зупиняльну дію застосування експансивних куль.
Однак кулі малого калібру оживальной форми[джерело?], що мають початкову швидкість понад 700 м/с, також можуть володіти значною зупиняльною дією за рахунок великого розміру тимчасової пульсувальної порожнини і сильної гідродинамічної контузії навколишніх тканин. Ще один спосіб — якщо їх конструкцією забезпечено зміщення центру ваги до хвоста кулі, що викликає її перекидання після зустрічі з ціллю завдяки отриманому зниженню балістичної стійкості.
Як приклад боєприпасів високої зупиняльної дії можна назвати патрони .45ACP (11,43 мм), .44 Magnum або 9х19 Para. Малу зупиняльну дію мають 6.35 Браунінг, 7.65 Браунінг, 7.62х25 ТТ. Досить високу зупиняльну дію мають кулі для травматичної зброї (так звані «гумові кулі»).

## Убивча дія кулі
Убивча дія кулі — характеристика кулі, що описує імовірність заподіяння смерті при попаданні в живу ціль.
Забійна дія не тотожна зупиняльній дії кулі. Високошвидкісні кулі невеликого калібру (наприклад, куля набою 5,7×28 мм) мають гарну вражаючу здатність по живій цілі (високим пробивним і досить високою забійною дією), але невисокою дією, що зупиняє. Куля набою 4,6×30 мм випущена з MP7 створює рановий канал в 1,5 рази ширше, ніж кулі набоїв калібру 9×19 мм Парабелум і .45 ACP випущених з MP5 і HK UMP відповідно, що безумовно більш небезпечно, однак зупиняюча сила легкої маленької кулі калібру 4,6 може бути незначною. Кулі для травматичної зброї (вогнепальна зброя обмеженого ураження, ВЗОУ, так звані «гумові») мають більш-менш високу зупиняльну, але не скільки-не будь серйозну забійну дію.